# Ruellia turbascensis
Ruellia turbascensis är en akantusväxtart som beskrevs av Gustav Lindau. Ruellia turbascensis ingår i släktet Ruellia och familjen akantusväxter. Inga underarter finns listade i Catalogue of Life.